# Gustav von Ebermayer
Gustav Ritter von Ebermayer (geboren als Gustav Ebermayer; * 1. April 1839 in Nenzenheim; † 4. November 1911 in München) war Ingenieur und leitete von 1895 bis 1907 als Generaldirektor die Königlich Bayerischen Staatseisenbahnen. 

## Leben und Wirken
Gustav Ritter von Ebermayer wurde am 1. April 1839 in Nenzenheim geboren, das damals Teil des Königreichs Bayern war. Sein Vater war als lutherischer Dekan und Pfarrer an der örtlichen Pfarrkirche tätig. Die Familie hatte mehrere bedeutende, lutherische Geistliche hervorgebracht, der Cousin Gustavs, Ernst, wurde der „Vater der Forstmeteorologie“. 
Ebermayer wurde Ingenieur und engagierte sich beim Ausbau des bayerischen Eisenbahnnetzes. Später stieg er zum Generaldirektor der Königlich Bayerischen Staatseisenbahnen auf, weshalb er auch vom König geadelt wurde. Die Universität München verlieh ihm die Ehrendoktorwürde. Der Bayerische Bezirksverein des Vereins Deutscher Ingenieure (VDI) ernannte ihn zum Ehrenmitglied. Gustav Ritter von Ebermayer bemühte sich insbesondere um die Errichtung kleinerer Nebenbahnen. So fällt der Bau der Bahnstrecke Dettelbach Bahnhof–Dettelbach Stadt in seine Amtszeit. Prinzregent Luitpold ernannte Gustav Ritter von Ebermayer zum Mitglied seines Staatsrates. Gustav Ritter von Ebermayer starb am 4. November 1911 in München.